# 勒沃尔米耶
勒沃尔米耶（法語：Le Vaulmier，法語發音：[lə volmje]）是法国康塔尔省的一个市镇，属于莫里亚克区。

## 地理
勒沃尔米耶（45°11'21"N, 2°33'59"E）面积17.51 平方千米，位于法国奥弗涅-罗讷-阿尔卑斯大区康塔爾省，该省份为法国中南部省份，位于法國中央高原中心，北起科雷兹省、上盧瓦爾省和多姆山省，西接洛特省和科雷兹省，南至阿韦龙省和洛特省，东临上盧瓦爾省和洛泽尔省。
与勒沃尔米耶接壤的市镇（或旧市镇、城区）包括：昂格拉尔德萨莱尔、科朗德尔、勒法尔古、圣博内德萨莱尔、圣樊尚德萨莱尔、特里扎克。

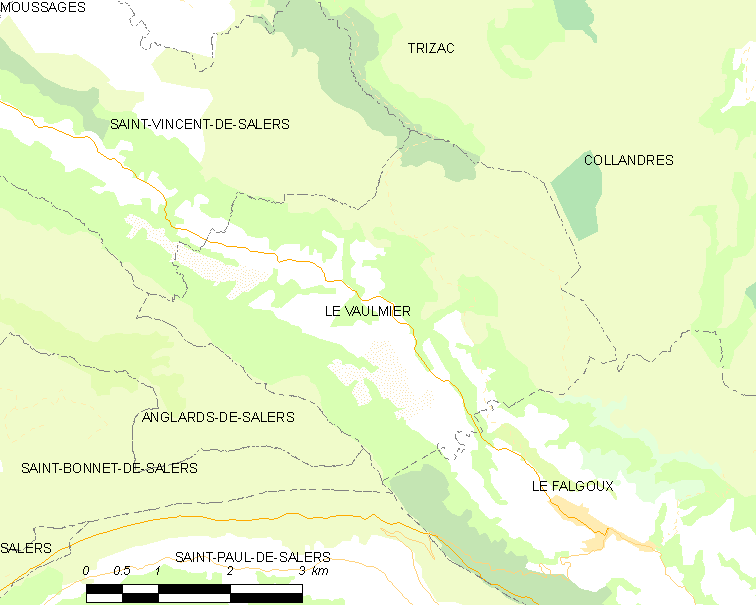
勒沃尔米耶的OSM定位图

勒沃尔米耶的时区为UTC+01:00、UTC+02:00（夏令时）。

## 行政
勒沃尔米耶的邮政编码为15380，INSEE市镇编码为15249。

## 政治
勒沃尔米耶所属的省级选区为里永埃斯蒙塔涅县。

## 人口

1962-2008年间勒沃尔米耶人口变化图示

勒沃尔米耶于2022年1月1日时的人口数量为61人。